# Transports en France

Carte montrant les temps de parcours en voiture depuis Paris. Chaque couleur correspond aux lieux dont le temps de parcours depuis Paris est compris entre H et H + 1 heures.

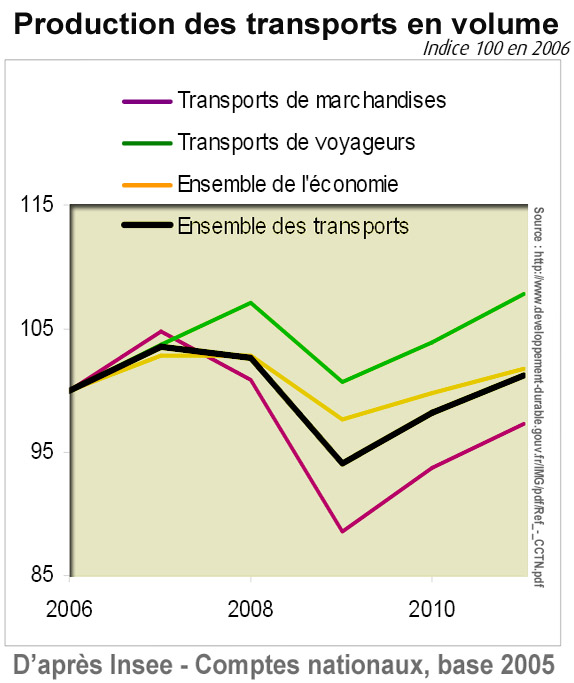
Évolution des statistiques « Production des transports en volume (France) », d'après données des Comptes des transports 2011.

Les transports en France incluent le réseau routier, ferroviaire, aérien, fluvial et maritime. La France a un réseau dense et maillé de 146 km de routes et 6,2 km de voies ferrées pour 100 km2 ; les réseaux de transport sont pour la plupart structurés « en toile d’araignée » avec pour cœur la capitale Paris. La totalité des rues, routes et parkings en France occupe une surface de 17 000 km2.
En 2019, le transport intérieur en France s'établit à 988,3 milliards de voyageurs-kilomètres. La majorité des trajets sont effectués en voiture individuelle.

## Tableau général

### Infrastructures
La totalité des rues, routes et parkings en France occupe une surface de 17 000 km2,.
Longueur des voies et nombre d'aéroports :
| Voies ferrées                                        | 32 175 km  |
| Routes                                               | 894 000 km |
| Canaux                                               | 8 500 km   |
| Gazoduc                                              | 14 232 km  |
| Oléoduc                                              | 3 024 km   |
| Nombre d'aérodromes (2017)                           | 460        |
| Dont aéroports accueillant des passagers commerciaux | 120        |

### Volumes de transport
Un Français parcourt en moyenne 60 km par jour.

## Transport ferroviaire

### Chemins de fer
La longueur totale du réseau ferré national est de 28 000 km ; celui-ci est géré par SNCF Réseau. Il comprend, entre autres, 14 176 km de lignes électrifiées et 12 132 km à double voie (ou plus). L’endettement des transports ferroviaires en France est de 33,7 milliards d'euros (2013).
Les lignes électrifiées le sont sous deux tensions distinctes : 1 500 V continu et 25 000 V monophasé.
Il existe deux écartements :
- lignes à écartement normal (1 435 mm) sur la quasi-totalité du réseau ;
- lignes à voie métrique (trois lignes du réseau).

Les trains circulent à gauche, sauf en Alsace et en Moselle où ils roulent à droite (à l'instar de l'Allemagne). Le changement de sens s'effectue au moyen de sauts-de-mouton. En revanche, les TGV roulent bien à gauche sur la totalité de la LGV Est européenne.
L'exploitation est fortement concentrée sur les lignes principales : 30 % du réseau (8 900 km) représentent 78 % du trafic, alors que les 46 % (13 600 km) les moins utilisés ne drainent que 6 % de l'activité. Il en est de même pour les gares et points d'arrêts : 12 % des gares (soit 366) voient passer 85 % des voyageurs (1,7 milliard), alors que les 56 % les moins fréquentées ne représentent que 1,7 % des voyageurs.
Alors qu'en France et en Allemagne, les trains de nuit sont supprimés, dans le reste de l'Europe, ils connaissent un renouveau. Il en résulte que les émissions de CO2 dues au transport augmentent à nouveau en France en 2015,.
La part modale du train dans le transport de marchandises recule depuis 20 ans,, ce qui aggrave la pollution de l'air. Pour ce qui est du transport de marchandises, les camions sont encore trop privilégiés vis-à-vis du train, notamment dans le cadre du juste-à-temps. Pour renforcer la part du fret ferroviaire dans le transport de marchandises, la France entend développer deux nouvelles autoroutes ferroviaires, à savoir Sète - Calais et Bayonne - Cherbourg-en-Cotentin.
La multiplication des marques de transport régional conduit à une jungle tarifaire, véritable handicap pour le voyageur. De plus, le système d'allotement conduira à la création d'une « centaine de PME du rail », difficiles à gérer par les régions,.

### Réseaux de métropolitains

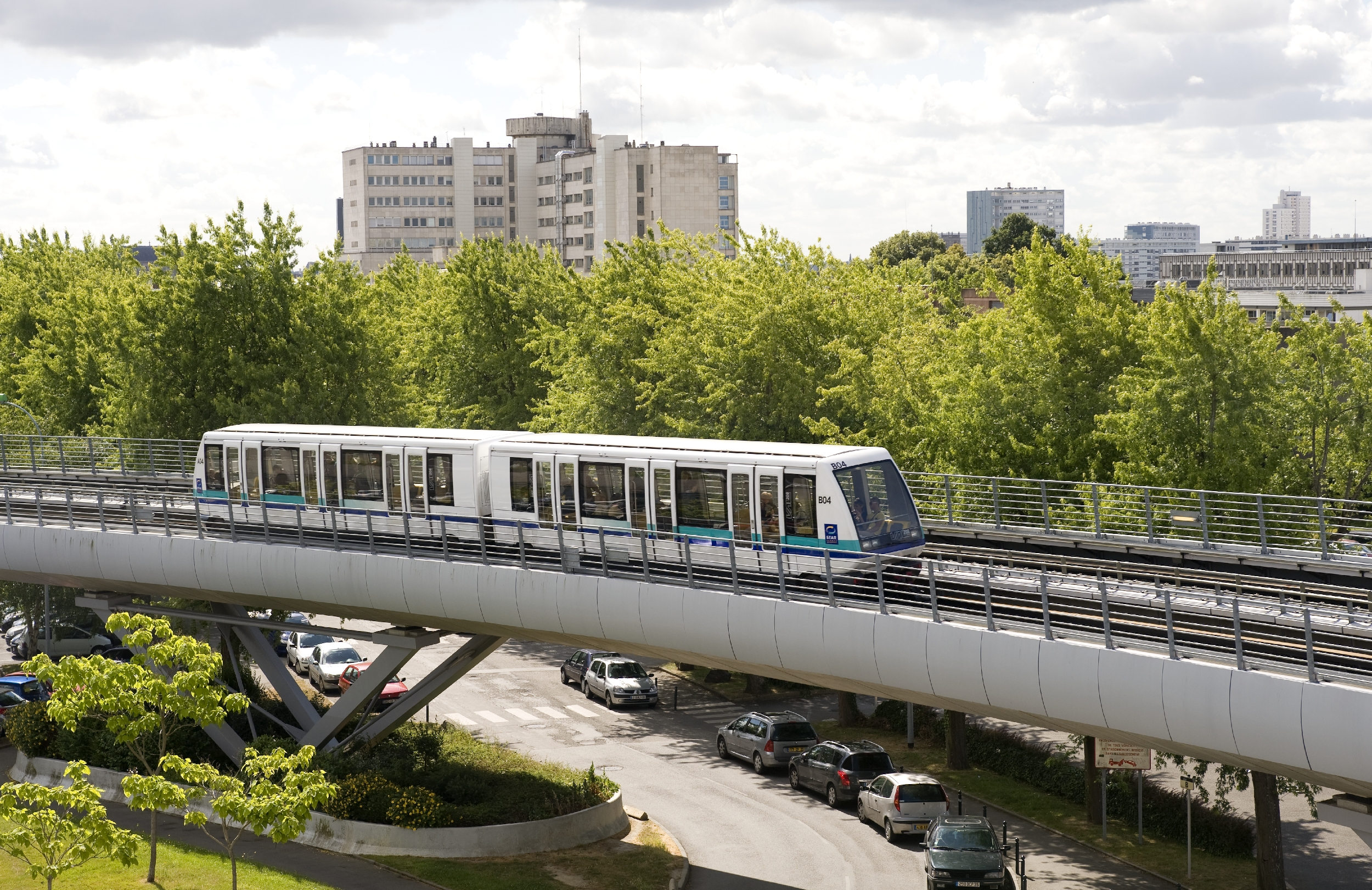
Le métro de Rennes, le dernier né des métros en France.

Le plus ancien métro est le métro de Paris, exploité par la Régie autonome des transports parisiens (RATP).
D'autres ont été construits pendant la deuxième moitié du XXe siècle à Lille, Lyon, Marseille, Toulouse et Rennes.

### Tramways
Ce mode de transport avait presque disparu de France à la fin des années 1950. Un renouveau des tramways est apparu au milieu des années 1980, plusieurs villes ayant recréé des lignes.

#### Lignes survivantes
- Marseille 1893-2004 : reprise en 2007 après de gros travaux de nouvelles lignes et modernisation de l'ex-ligne 68 devenue ligne T1.
- Lille 1909-1991 : reprise en 1994, à la suite d'une rénovation du réseau.
- Saint-Étienne 1881

#### Lignes en service
- Nantes (1985)
- Grenoble (1987)

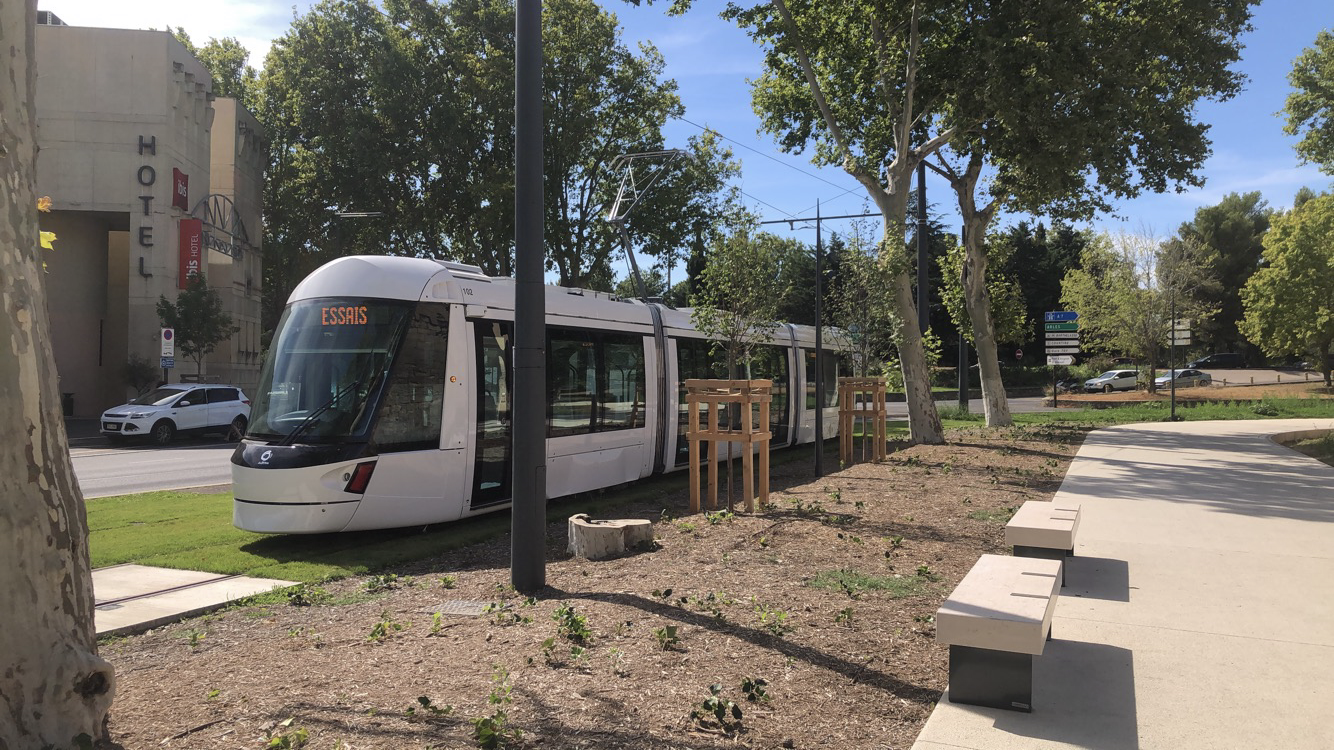
Le tramway d'Avignon est le tramway le plus récent en France.

- Banlieue parisienne (1992), Paris (2006)
- Strasbourg (1994)
- Rouen (1994)
- Nancy (2000) (Tramway sur pneumatiques)
- Orléans (2000)
- Montpellier (2000)
- Lyon (2001)
- Caen (2019) (Tramway sur pneumatiques Conversion vers Tramway Fer)
- Bordeaux (2003)
- Mulhouse (2006)
- Valenciennes (2006)
- Clermont-Ferrand (2006) (Tramway sur pneumatiques)
- Le Mans (2007)
- Nice (2007)
- Marseille (2007)
- Toulouse (2010)
- Reims (2011)
- Angers (2011)
- Le Havre (2012)
- Brest (2012)
- Dijon (2012)
- Tours (2013)
- Besançon (2014)
- Aubagne (2014)
- Saint-Louis (Haut-Rhin) (2017) : prolongement de la ligne du tram 3 de Bâle

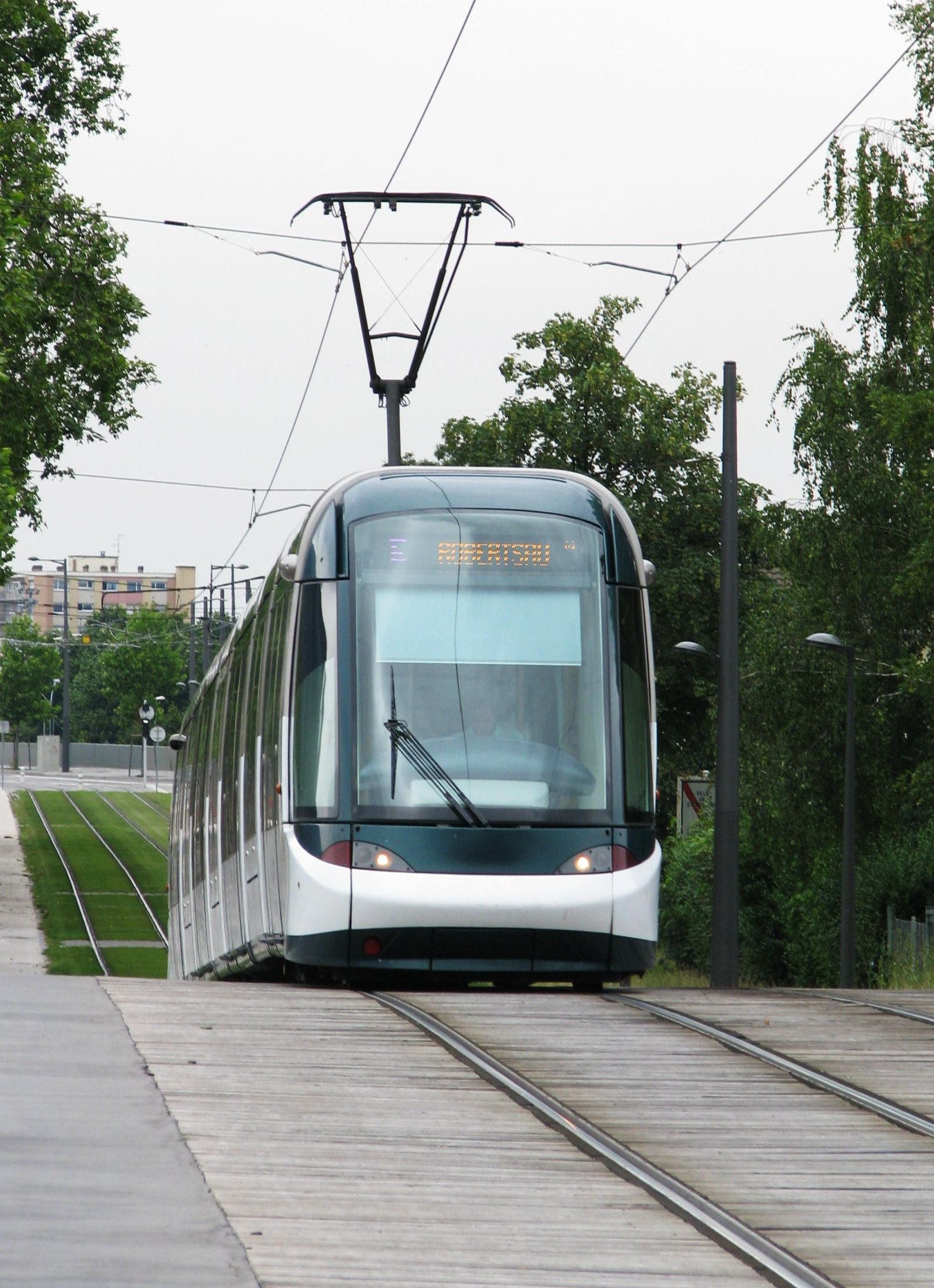
Tramway de Strasbourg, premier réseau français.

- Avignon (2019)

#### Lignes en projet
- Angers (2019)
- Nancy (2023) (Conversion vers Tramway Fer)

## Transport routier
Le Gouvernement entend encourager la pratique du covoiturage, qui devrait « exploser ». Le taux d'occupation actuel des voitures est de 1,6 personne par véhicule en moyenne (1,43 pour la mobilité locale et 2,25 pour la mobilité à longue distance).
Par ailleurs, les députés refusent l'interdiction des voitures thermiques à partir de 2035 et se prononcent en faveur de la suppression des zones à faible émission. Ces dernières font l'objet de critiques à droite comme à gauche.

### Réseau routier
Longueur totale : 950 000 km
- réseau revêtu : 950 000 km (dont 11 882 km (2014) d'autoroutes) ;
- non revêtu : 0 km.

Plus des deux-tiers des autoroutes sont à péage[réf. nécessaire].
En dehors des autoroutes, plutôt que d'installer des échangeurs, des ronds-points sont très souvent mis en place. Ces dispositifs couteux ont le mérite de réduire d'environ 40% le nombre d'accidents aux intersections. En 2017, la France compte entre 40 000 et 50 000 ronds-points. Le nombre de ronds points en France est six fois plus élevé qu'en Allemagne et dix fois plus qu'aux États-Unis. Chaque année, 500 nouveaux ronds-points sont créés en France.

### Autocar

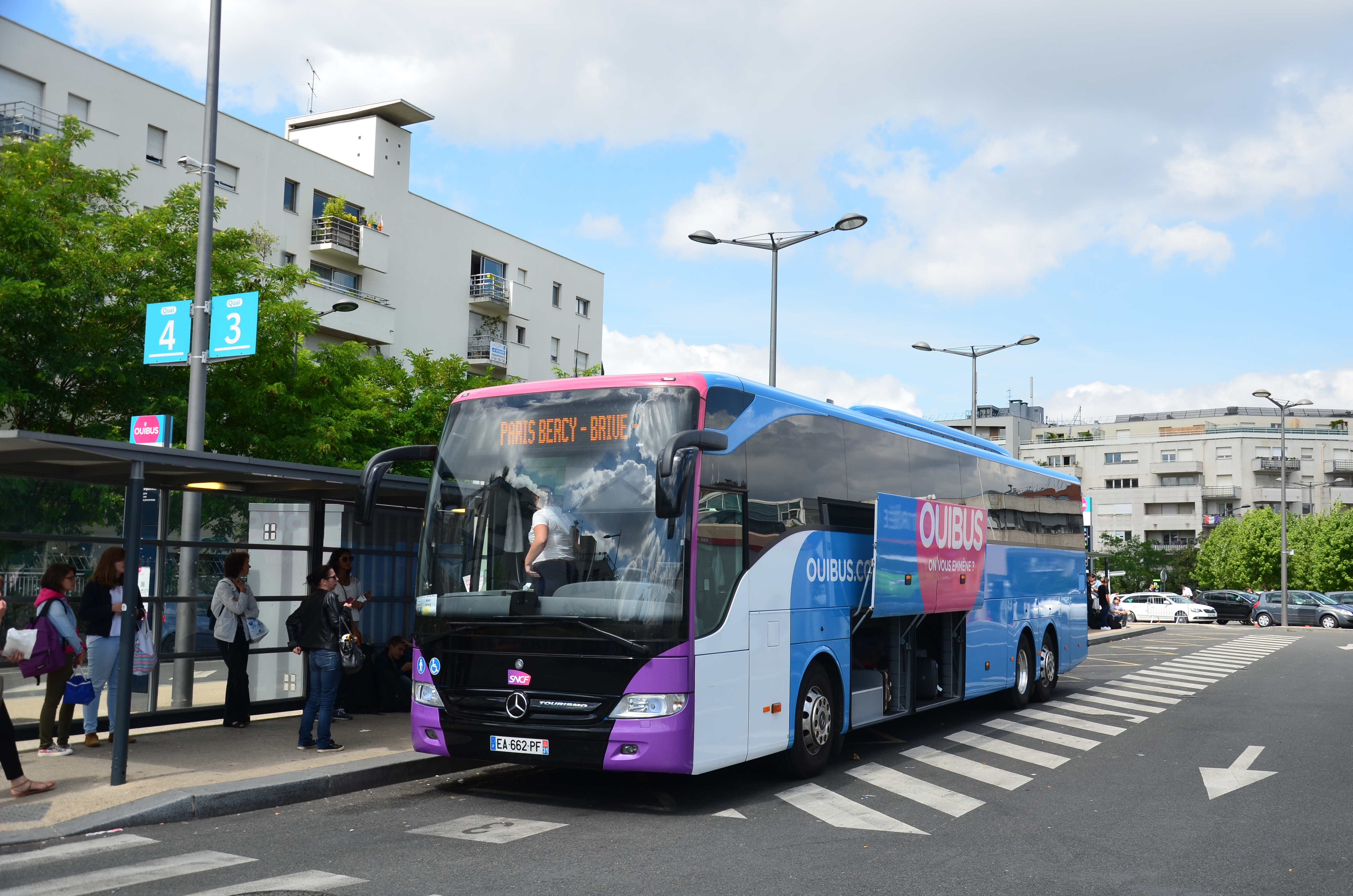
Autocar Ouibus Mercedes Tourismo à la gare routière de Paris-Bercy.

L'autocar constitue une alternative au train, certes plus lente, mais plus économique. Le marché de l'autocar longue distance s'est libéralisé à la suite de la loi Macron d'août 2015. Au 1er trimestre 2017, plus de 204 villes françaises étaient desservies par les compagnies d'autocar.
Eu égard à la situation de disette financière de l'État et au coût trop élevé du réseau ferroviaire, le ministre des transports François Durovray entend développer les autocars express,.

### Automobile
- 23 % des conducteurs parcourent moins de 4 000 km/an (30 % de femmes et 70 % d'hommes) ; 72 % d'entre eux ont plus de dix ans de permis ;
- 64 % des conducteurs parcourent entre 4 000 et 20 000 km/an ;
- 13 % des conducteurs parcourent plus de 20 000 km/an (63 % d'hommes et 37 % de femmes) ; 86 % d'entre eux ont plus de dix ans de permis.

Les conducteurs qui parcourent moins de 4 000 km/an conduisent 33 % de leur distance sur autoroute. Les conducteurs qui parcourent plus de 20 000 km/an conduisent 29 % de leur distance sur autoroute.
Les actifs qui se déplacent sur leur lieu de travail sont 74 % le faire en voiture. Cette part atteint 60 % pour les distances de moins de 5 km, qui représentent un tiers de ces déplacements.
Une voiture en France coûte en moyenne 33 cents par kilomètre (12,8 cents pour les carburants ou l'électricité, le stationnement et les péages, 12,2 cents pour l'entretien les pièces détachées et les assurances, et 8 cents pour le reste, majoritairement la décote.

## Transport par conduites
Oléoducs : brut : 3 059 km ; produits raffinés : 4 487 km ; gazoducs 24 746 km[réf. nécessaire].

## Transport fluvial

### Réseau navigable
Voies d'eau : 14 932 km ; dont 6 969 km exploités régulièrement. Le réseau navigable (canaux et fleuves) est géré par VNF (Voies navigables de France) et des autorités telles que les commissions de sécurité.

## Transport maritime

### Ports maritimes

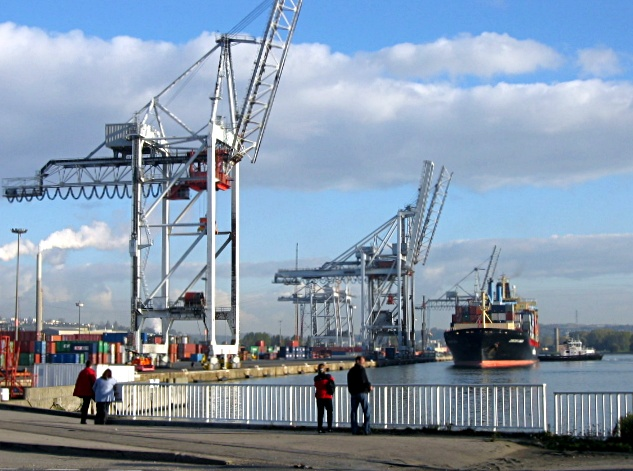
Port du Havre, Seine-Maritime.

Les ports maritimes français sont : Dunkerque, Boulogne-sur-Mer, Calais, Le Havre, Rouen, Cherbourg, Saint-Malo, Roscoff, Brest, Lorient, Nantes - Saint-Nazaire, La Rochelle, Bordeaux, Bayonne, Port-la-Nouvelle, Port-Vendres, Sète, Marseille - Fos-sur-Mer, Toulon, Strasbourg et Nice.

### Marine marchande
La marine marchande française est l'ensemble des navires armés par des compagnies de navigation maritime françaises. Au 1er janvier 2013, la flotte française comprenait 409 unités (1 000 tonneaux ou plus de jauge brute) totalisant 11 006 863 t de port en lourd. Une partie de cette flotte bat pavillon étranger, soit 230 navires totalisant 7 144 805 t. La part battant pavillon français représente 179 navires pour un total de 3 862 058 t de port en lourd.
N. B. : la France dispose aussi d'un pavillon de complaisance basé aux îles Kerguelen (Terres australes et antarctiques françaises).

## Transport aérien

### Aéroports
Nombre d'aéroports en France : 475.
À pistes revêtues :
- total : 267 ;
- de plus de 3 000 m : 14 ;
- de 2 500 à 3 000 m : 30 ;
- de 1 500 à 2 500 m : 92 ;
- de 1 000 à 1 500 m : 74 ;
- moins de 1 000 m : 57.

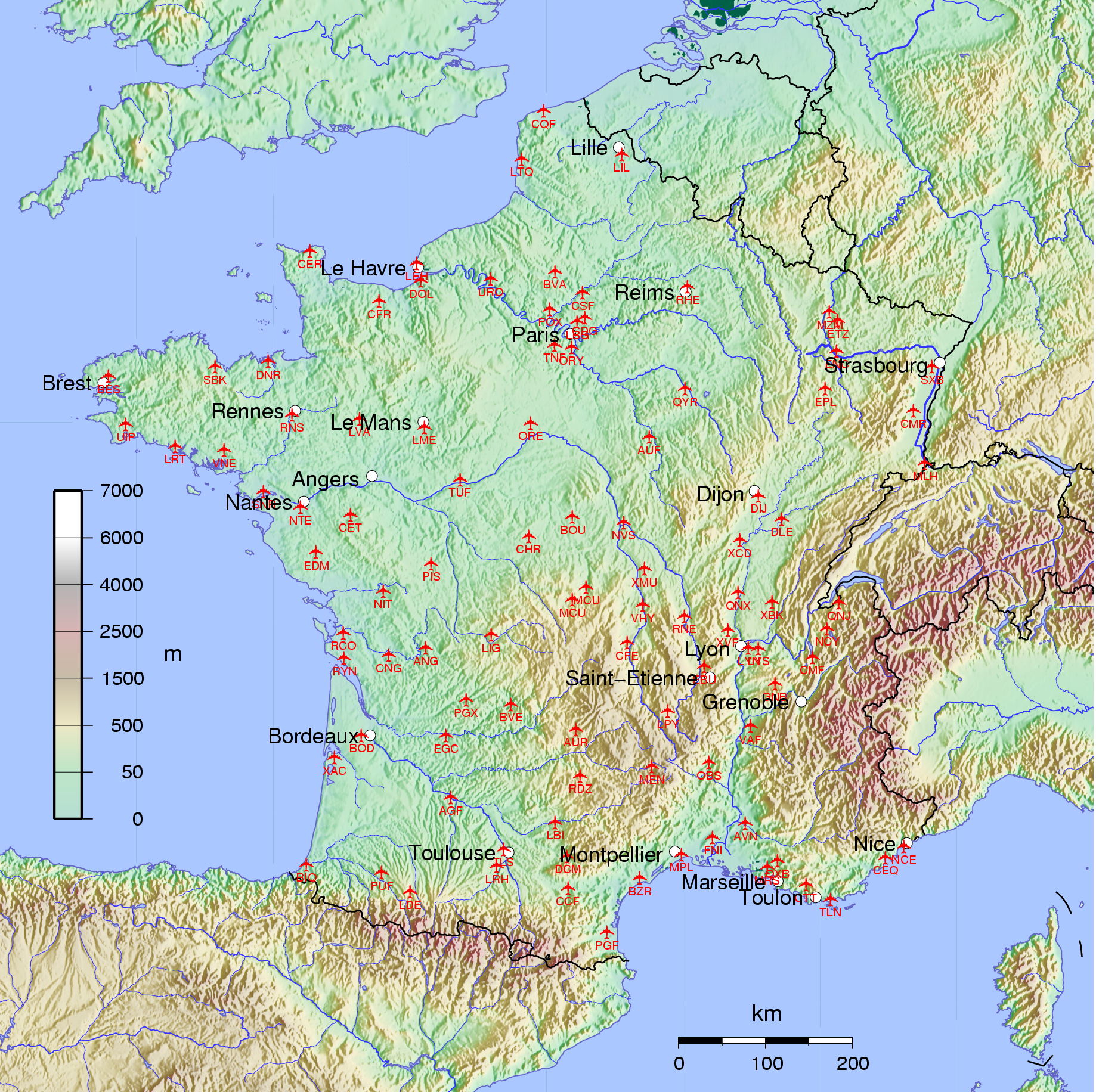
Aéroports en France métropolitaine.

L'aéroport de Paris-Charles-de-Gaulle à Roissy-en-France, au nord de Paris, est l'un des principaux centres du trafic aérien en Europe. C'est aussi le principal aéroport français, devant ceux d'Orly et de Nice.
À pistes non revêtues :
- total : 207 ;
- de 1 500 à 2 500 m : 4 ;
- de 1 000 à 1 500 m : 76 ;
- de moins de 1 000 m : 127 (estimation 1999).

Compagnie aérienne nationale : Air France

### Héliports
La France, d'après des informations de l'Insee[réf. incomplète], possède environ 862 héliports dont 659 sont publics. La France est l'État européen le plus pourvu en la matière.

### Lignes d'aménagement du territoire
Les lignes d'aménagement du territoire (LAT) sont des dessertes aériennes dont l'exploitation est subventionnée par les pouvoirs publics (État et collectivités territoriales).

## Cadre législatif et réglementaire
Le transport et l'entreposage sont un secteur de l'économie, selon la nomenclature d'activités française.
En France, la loi d'orientation des transports intérieurs a réparti l'organisation des transports en commun entre différentes autorités organisatrices (loi no 82-1153 du 30 décembre 1982 modifiée plusieurs fois).
Cette répartition a été modifiée avec notamment les lois NOTRe (portant nouvelle organisation du territoire de la république) et MAPTAM (loi de modernisation de l'action publique territoriale et d'affirmation des métropoles), bien qu'elles ne soient pas spécifiques au transport :
- les communes et leur groupement (communauté de communes, d'agglomération, urbaine, métropole ou encore des syndicats intercommunaux) peuvent avoir la responsabilité de la mobilité en tant qu'autorité organisatrice de la mobilité : elles organisent les services réguliers de transport public urbain de personnes et peuvent organiser des services de transport à la demande, concourent au développement des modes de déplacement terrestres non motorisés et des usages partagés des véhicules terrestres à moteur, elles peuvent en outre, en cas d'inadaptation de l'offre privée à cette fin, organiser des services publics de transport de marchandises et de logistique urbaine ;
- les départements gèrent le transport scolaire interurbain jusqu'au 1er septembre 2017. Après cette date, ils auront à charge le transport scolaire des élèves handicapés et garderont un rôle sur les aménagements de la voirie départementale (arrêts de bus, plan vélo…) ;
- les régions sont chargées du transport routier interurbain (depuis le 1er janvier 2017) et seront chargées du transport scolaire interurbain à compter du 1er septembre 2017. Elles disposent également de la compétence des trains express régionaux et de certaines lignes TET[31] (trains d'équilibre du territoire). Elles sont également chef de file de l'intermodalité.

Ces différentes collectivités ont, le plus souvent, confié le fonctionnement de leurs réseaux à des sociétés privées, dans le cadre de délégation de service public.
Enfin, l'État organise les transports d'intérêt national, notamment par l'intermédiaire de la Société nationale des chemins de fer (SNCF) et de Réseau ferré de France (RFF) créé par la loi no 97-135 du 13 février 1997.
Les transports scolaires sont répartis entre les AOM et les départements (la région à partir du 1er janvier 2017) (interurbain) sauf en région parisienne où ils relèvent de l'État.
La loi d'orientation des mobilités a été promulguée en décembre 2019.

### Police des transports et contrôle des titres de transport
Le voyageur surpris sans titre de transport valable est taxé d'une amende forfaitaire, et dans certains cas (récidive) peut être soumis à des poursuites judiciaires. Les contrôles sont régis par la loi du 15 juillet 1845 relative à la police des chemins de fer, qui a été modifiée par la loi du 15 novembre 2001 relative à la sécurité quotidienne (LSQ) établissant un « délit d'habitude » lorsque « la personne concernée a fait l'objet, sur une période inférieure ou égale à douze mois, de plus de dix contraventions sanctionnées aux premiers et deuxième alinéas de l'article 80-3 du décret no 730 du 22 mars 1942, qui n'auront pas donné lieu à une transaction en application de l'article 529-3 du code de procédure pénale ». Le « délit d'habitude » est passible d'une peine de prison.
Plusieurs catégories de personnes ont le droit de mettre des amendes, dont « les officiers de police judiciaire, les ingénieurs des ponts et chaussées et des mines, les conducteurs, gardes mines, agents de surveillance et gardes nommés ou agréés par l'administration et dûment assermentés ».
La CNIL a promulgué en 2007 une autorisation unique concernant les traitements automatiques de données personnelles mis en œuvre par les « organismes de droit public ou de droit privé gérant un service public de transports » à des fins de « gestion d'infractions ».
La détention d'un contrat de transport valide donne au voyageur des garanties juridiques. En effet, le transporteur a l'obligation de transporter le voyageur jusqu'à sa destination en toute sécurité, sauf faute du voyageur qu'il doit alors prouver.

### Commission nationale des sanctions administratives dans le domaine du transport routier
La Commission nationale des sanctions administratives dans le domaine du transport routier, est saisie pour avis est saisie pour avis par le ministre chargé des transports, sur les recours administratifs qui sont formés devant lui contre les sanctions administratives et sur les recours hiérarchiques formés contre les décisions préfectorales de sanction pour manquement aux réglementations des transports, du travail, de la santé ou de la sécurité relatives aux transports routiers de personnes et de marchandises. La commission est composée d'un membre du Conseil d'État (président de la commission), d'un membre de la Cour des comptes (vice président), d'un représentant du ministre chargé des transports, d'un représentant du ministre chargé du travail, d'un représentant des usagers des transports de marchandises et d'un représentant des usagers des transports de personnes, de quatre à six représentants des entreprises de transport routier de marchandises et de personnes ou de commission de transport, de quatre à six représentants des salariés des entreprises de transport routier de marchandises et de personnes.

### Financement
Deux structures de financement sont en place : l'Agence de financement des infrastructures de transport de France (AFITF) et le versement mobilité (autrefois appelé « versement transport ») pour les établissements publics de coopération intercommunale (EPCI) qui sont devenus autorités organisatrices de la mobilité (AOM). Le versement mobilité s'applique aux entreprises de plus de onze employés.
Le financement est un sujet hautement sensible (voir Mouvement des Bonnets rouges et Mouvement des Gilets jaunes). La restriction de la liberté de circulation est mal vécue, cependant que la question environnementale « ne constitue pas à ce jour un enjeu suffisant […] pour accepter des augmentations de financement au nom de l'intérêt général et de l'intérêt des générations futures ».
Le sénat lance en 2023 une mission d’information sur le financement des AOM.
Lancé début mai 2025, la conférence « Ambition France Transports » doit répondre aux questions de financement qui se posent,, dont le vélo et l'aérien sont d'emblée exclus. Il en ressort que « la modernisation et la régénération des réseaux existants pour améliorer la sécurité et la performance de nos transports » sont prioritaires et donc que de grands projets pourraient être reportés.

#### Routes et autoroutes
Seules les autoroutes obéissent véritablement en France au principe pollueur-payeur, qui a du mal à s'appliquer ailleurs dans le domaine des transports. L'abandon de la taxe poids lourds et l'absence d'augmentation de la composante « taxe carbone » dans la taxe intérieure de consommation sur les produits énergétiques (TICPE) — qui finance pour partie l'AFITF — en sont des illustrations.
L'État affirme son engagement financier en faveur de la voiture électrique, au travers de « dispositifs de soutien à l’achat et à la location longue durée de véhicules neufs à zéro émission », mais la disette budgétaire de 2024 change la situation. Finalement, l'aide allouée à l’électrification des véhicules en 2025 diminue de plus d’un milliard d’euros par rapport à 2024, passant de 1,8 milliard d'euros l’année précédente à 700 millions. Selon une étude d'UFC-Que choisir, les aides à l’achat d’une voiture électrique auraient été divisées par deux entre 2024 et 2025. Ainsi l’État perçoit un milliard d'euros de malus sur les voitures et verse 400 millions aux voitures électriques selon Public Sénat.
Une partie des recettes des péages autoroutiers devraient financer les réseaux ferroviaire et fluvial.

#### Transports en commun
Sur le prix du billet de train s'appliquent une TVA de 10 %,, un péage ferroviaire et des taxes sur l'énergie. La France est le pays d'Europe qui fait payer les péages ferroviaires les plus élevés, la redevance atteignant 40 % du prix du billet. En revanche, les vols sont exonérés de taxe sur l'énergie et seuls les vols domestiques sont soumis à la TVA. Pour Le Monde diplomatique, le « système fonctionne comme une sorte de taxe carbone à l'envers : plus on nuit à l'environnement, moins on paie ! ». Selon l'Affaire du siècle, un trajet effectué en train « coûte […] plus cher que la voiture » ou l'avion, ce qui est dissuasif vis-à-vis du train. Par ailleurs, le contingentement tarifaire et le manque de places conduisent à une hausse du tarif des trains à grande vitesse (TGV),. La France est pourtant le pays d'Europe qui subventionne le plus l'exploitation des trains, en l'occurrence les trains express régionaux (TER), mais pas des trains nationaux — au nombre desquels on compte les TGV. Les trains régionaux (TER) sont gérés directement par les régions. En revanche, la France investit peu dans l'entretien du réseau ou dans son extension,,. Les régions continuent de subir en 2024 la hausse des péages ferroviaires,. Autorisée par l'Autorité de régulation des transports (ART), la hausse du coût des péages ferroviaires devrait se poursuivre en 2025 et 2026,. En conséquence, le prix des billets augmente en 2025 de 1,5 %. Le coût élevé du train explique le succès grandissant que rencontrent les services librement organisés (SLO),. Mais le faible niveau de confort des gares routières pourrait entraver leur bon développement. Nombre d'acteurs du secteur demandent que ces dernières ne relèvent plus des collectivités locales mais de l’État.
Le rapport Duron publié en 2021 préconise une participation accrue des usagers eux-mêmes dans le financement des transports en commun. Il suggère également le fléchage d'une partie de la TICPE vers les AOM. Les présidents de quinze régions réclament un « New Deal ferroviaire », eu égard aux crises et au changement climatique. Selon l'Affaire du siècle, pour accompagner la stratégie nationale bas carbone (SNBC), l'État devrait mieux financer l'entretien du réseau ferroviaire. Début 2023, la Première ministre Élisabeth Borne valide un vaste « plan ferroviaire » de 100 milliards d'euros d'ici 2040, que l'État ne financerait qu'à hauteur d'un quart,. En déplacement à Strasbourg en octobre 2024, le ministre des Transports François Durovray avoue ne pas savoir où trouver les recettes « permettant de financer le plan de 100 milliards d’euros »,.
L'exécutif entend déployer des services express régionaux métropolitains autour de treize métropoles, mais la question du financement continue de se poser,. François Durovray estime que le réseau ferroviaire coûte cher à l'État et souhaite développer l'autocar. En 2025, pour le ministre des Transports Philippe Tabarot, « trop de plans » de développement des transports sans financement assorti ont vu le jour, faisant allusion à l'ancien plan de financement de 100 milliards. Si la situation ne change pas, un « décrochage » voire un « effondrement irréversible » du réseau ferroviaire est à craindre selon Reporterre, qui s'appuie sur un rapport de la SNCF.
La participation financière des usagers dans les transports en commun est appelée à s'accroître. Une partie des recettes des péages autoroutiers devrait financer le réseau ferroviaire. Mais ce n'est qu'entre 2031 et 2036 que les concessions autoroutières arrivent à échéance. Entre temps, il conviendrait, aussi bien selon des syndicats que la direction de la SNCF — n'était un président qui évoque une « décision historique », de trouver d'autres sources de financement.

#### Mobilités actives
En matière de mobilités actives, l'objectif de la SNBC en 2030 en matière de vélo pourrait être atteint.
Mais en octobre 2024, le plan vélo de 2 milliards d'euros n'est plus d'actualité,.

## Impact écologique

### Pollutions
Le projet de Schéma national des infrastructures de transport (« Avant projet consolidé » de janvier 2011) reconnaît comme principaux « effets localisés des infrastructures » dont il convient de « réduire la portée », plusieurs nuisances et pollutions :
- pollution sonore ; en 2004, 41 % des ménages français se déclaraient gênés par le bruit, 56 % attribuent la gêne en partie ou en totalité aux transports. L'Enquête nationale sur les nuisances dues aux transports accompagnée de mesures du bruit en façade des habitations a - en 1986 - confirmé que 12,3 % de la population était « exposée dans la journée à un niveau de bruit égal ou supérieur à 65 dB(A) entre 8 heures et 20 heures »[72] ;
- pollution locale de l'air[72], notamment due à la pollution automobile et à des problèmes[Lesquels ?] dans les ports ;
- pollution de l'eau (due selon le schéma national à des réseaux d’assainissement défaillants ou absents), ou des sols, liée à des pratiques inadaptées (gestion des déchets, entretien des espaces naturels liés aux infrastructures, salage des routes, usure des pneus, etc.) ;
- atteintes à la biodiversité ; elles sont notamment « liées à la fragmentation des grands écosystèmes par les infrastructures »[72],[73], qui « peut être en certains points du territoire une menace pour la biodiversité. […], en rendant plus difficile les relations des écosystèmes les uns avec les autres peut en effet mettre en péril en certains endroits la reproduction et donc la survie de certaines plantes et animaux. Aussi, l’une des mesures fortes du Grenelle Environnement vise-t-elle à enrayer le déclin de la biodiversité, à travers la constitution de trames vertes et bleues destinées à reconstituer et au-delà à préserver des réseaux de continuités écologiques à l’échelle des territoires régionaux. Dans ce cadre, réduire l’empreinte environnementale du système de transport, c’est contribuer le plus possible à limiter la fragmentation des espaces naturels en lien avec le développement des infrastructures et, pour les infrastructures existantes, à reconstituer, là où cela est nécessaire et raisonnablement possible, les transparences écologiques »[72]. De nombreux animaux meurent percutés par les véhicules motorisés (phénomène parfois dénommé roadkill et les réseaux routiers, aéroportuaires et portuaires contribuent aussi fortement à la pollution lumineuse). Le réchauffement climatique, auquel contribuent les transports, porte lui-aussi atteinte à la biodiversité (voir Réchauffement climatique : Faune et flore).

### Énergétique et climat
En France, les transports comptent pour 31 % des émissions de gaz à effet de serre territoriales,.
La mobilité du quotidien correspond à des déplacements dans un rayon de 80 km autour de son domicile. Elle compte pour 14 % des émissions de gaz à effet de serre territoriales du pays. La mobilité sur longue distance (aussi appelée « voyage ») correspond aux déplacements au-delà de 80 km. Elle compte pour 9 % des émissions nationales. La part des distances parcourues en avion a progressé pour rejoindre celle parcourue en voiture en 2019.
Le fret compte également pour 9 % des émissions nationales.

## Réseaux urbains
En France, les principales sociétés de transport publics urbains sont :
- Keolis (filiale de la SNCF), 5,4 milliards d’euros de chiffre d’affaires[77] ;
- Transdev (filiale de la Caisse des dépôts), 6,6 milliards d’euros de chiffre d’affaires[77] ;
- RATP Dev, 1,2 milliard d’euros de chiffre d’affaires[77].

### Billet unique
En 2023, à la suite d'une idée lancée dans un hackathon, le ministre des Transports Clément Beaune annonce sa volonté d'expérimenter un "billet unique" pour toute la France dans un délai de deux ans. Sur la question du tarif unique (tel que pratiqué en Allemagne) il dit vouloir respecter la politique de décentralisation des transports).

## Comparateurs de transport
De nombreux comparateurs de prix ont vu le jour afin d'aider les voyageurs à trouver les meilleurs prix parmi la multitude d'offres. Certains sont spécialisés dans un seul mode de transport, d'autres permettent de comparer l'ensemble des modes de transport. En sa qualité d'organisation de consommateurs, la Fédération nationale des associations d'usagers des transports recommande, pour des raisons juridiques, d'effectuer une réservation directe sur le site de l’opérateur retenu, plutôt que sur le site d'un comparateur.

### Comparateurs de billets d'avion
Les principaux comparateurs de vol sont Skyscanner, Opodo et Kayak[réf. nécessaire].

### Comparateurs de billets d'autocar
Les principaux comparateurs d'autocar longue distance (« bus Macron ») sont en 2015 Vivanoda et Busradar.

### Comparateurs de billets de train
Le principal comparateur de train est en 2017 Trainline.

### Comparateurs multi-transport
Les comparateurs multi-transport comparent plusieurs modes de transport à la fois. Les principaux sont[réf. nécessaire] :
- GoEuro ;
- KelBillet ;
- Comparabus ;
- Liligo.com ;
- Vivanoda ;
- Tictactrip, qui combine également ces transports terrestres de façon intermodale[82].

## Prospective
Selon un vote organisé par France 2 en 2019, 84 % des téléspectateurs français se disent prêts à renoncer à la voiture pour les trajets inférieurs à 3 km, tandis que 58 % se disent prêts à renoncer à l'avion pendant un an.